# Саласа
Саласа (итал. Salassa) је насеље у Италији у округу Торино, региону Пијемонт.
Према процени из 2011. у насељу је живело 1763 становника. Насеље се налази на надморској висини од 357 м.

## Становништво
Према резултатима пописа становништва 2011. у општини је живело 1.795 становника.
| 1931. | 1936. | 1951. | 1961. | 1971. | 1981. | 1991. | 2001. | 2011. |
| ----- | ----- | ----- | ----- | ----- | ----- | ----- | ----- | ----- |
| 1.160 | 1.158 | 1.188 | 1.406 | 1.615 | 1.618 | 1.490 | 1.671 | 1.795 |